# Kraftwerk Waipapa
Die Kraftwerk Waipapa (Waipapa Power Station) ist ein Laufwasserkraftwerk auf der Nordinsel von Neuseeland.

## Namensherkunft
Der Name „Waipapa“ setzt sich in der Sprache der Māori aus den Wörtern „wai“ für „Wasser“ und „papa“ für „flacher Fels“ zusammen und bedeutet möglicherweise den „Strom über die Ebene“ oder „Strom über den flachen Felsen“.

## Geographie
Die Waipapa Power Station ist das sechste Kraftwerk in einer Kette von insgesamt acht Wasserkraftwerken des Waikato River. Das Kraftwerk befindet sich 17 km südwestlich der Stadt Tokoroa und ist nur über die in Nord-Süd-Richtung verlaufende Waipapa Road zu erreichen, die nach Süden an die Whakamaru Road anschließt und darüber Zugang an den vom Kraftwerk aus rund 25 Straßenkilometer entfernten New Zealand State Highway 30 hat.

## Geschichte
Bereits im Jahr 1943 wurde das Gebiet des heutigen Staudamms des Lake Waipapa für ein Staudammprojekt ausgewählt. Doch die Herausforderungen an die Konstruktion eines Damms und die Verwendung von staatlichen Geldern für Geothermalprojekte ließ die endgültige Entscheidung für das Staudammprojekt erst zehn Jahre später, im Jahr 1953, fallen. Mit den Baumaßnahmen wurde im Jahr 1955 begonnen und im November 1958 konnte der Waikato River in ein neues Bett umgelenkt werden, damit mit dem eigentlichen Staudamm begonnen werden konnte. 1961 kam das Bauprojekt dann zum Abschluss und im April des Jahres konnte der erste Generator an das Stromnetz des Landes angeschlossen werden. Die beiden anderen Generatoren folgten im Juni und im November des gleichen Jahres. Im Jahr 2001 wurden alle Turbinen des Kraftwerks generalüberholt, auch um eine Effizienzsteigerung zu erreichen.
Stand 2020 wird das Kraftwerk von der mehrheitlich im Staatsbesitz befindlichen Firma Mercury NZ Limited, früher Mighty River Power betrieben.

## Absperrbauwerk
Das Absperrbauwerk ist als eine aus Erdmaterial gebildete Gewichtsstaumauer ausgeführt und erstreckt sich an der Südostseite über eine Länge von 75 m. Das 34 m hohe Bauwerk weist an seiner Basis eine Breite von 106 m auf und verfügt über eine Kronenbreite von 9,2 m. Doch bevor der Damm errichtet werden konnte, musste zunächst der Untergrund mittels 4600 m³ Beton gefestigt werden. Unterhalb des Damms befindet sich das Kraftwerk. Die 8 m Breite Hochwasserentlastung des Bauwerks befindet sich über eine Insel vom eigentlichen Staudamm getrennt auf der Nordwestseite und sperrt das Wasser auf einer Länge von rund 45 m.

## Kraftwerk
Die Waipapa Power Station verfügt über eine installierte Leistung von 51 MW und kommt auf eine durchschnittliche Jahresstromerzeugung von rund 330 GWh. Die drei von Kaplan-Turbinen angetriebenen Generatoren sind für eine Leistung von je 17 MW ausgelegt.

## Stausee
Mit der Fertigstellung des Absperrbauwerks wurde das Wasser des Waikato River zum Lake Waipapa genannten Stausee aufgestaut. Der See, der sich über eine Fläche von 1,6 km² erstreckt, verfügt über ein für die Stromerzeugung nutzbares Volumen von 6,2 Mio. m³ Wasser bei einem variablen Stauziel von 124,27 m bis 128,89 m.